# Belinda Bencic

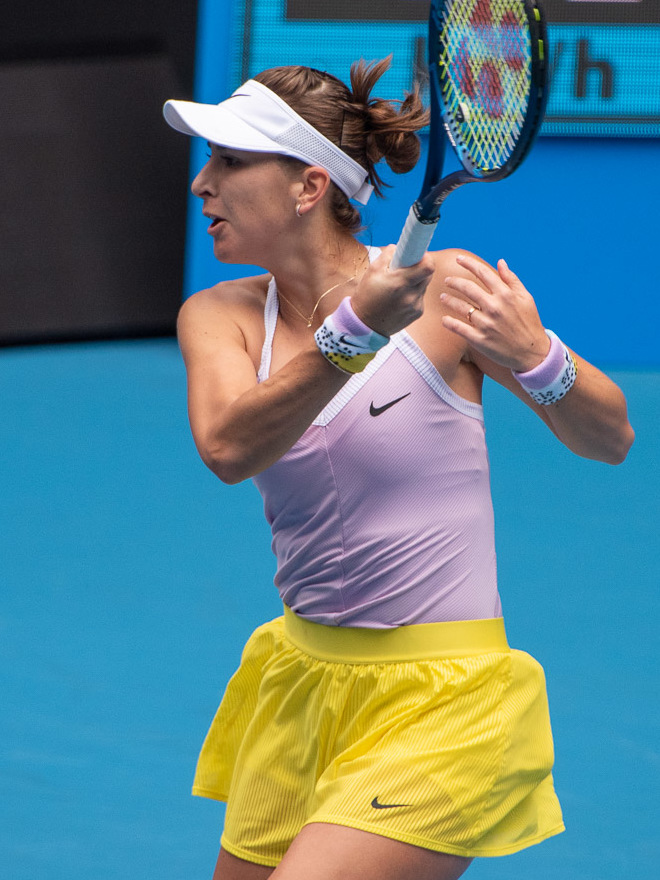
Australian Open 2020

Belinda Bencic (Flawil, 10 maart 1997) is een tennisspeelster uit Zwitserland.
Haar vader, Ivan Bencic, vluchtte in 1968 vanuit het toenmalige Tsjecho-Slowakije naar Zwitserland. Zij begon op driejarige leeftijd met tennis. Toen zij zeven jaar oud was, werd zij dagelijks getraind door Melanie Molitor, de moeder en trainster van Martina Hingis.

## Loopbaan
In 2012 speelde Bencic haar eerste ITF-toernooi in Sharm-el-Sheikh – datzelfde jaar ook haar eerste WTA-toernooi in Luxemburg.
Bij de junioren werd zij in 2013 enkelspelkampioen op de grandslamtoernooien van Roland Garros en Wimbledon. In juni 2013 werd zij nummer één op de wereldranglijst van de junioren.
In 2014 plaatste zij zich via het kwalificatietoernooi voor het Australian Open op het vrouwenenkelspeltoernooi. Later dat jaar bereikte zij de kwartfinale op het US Open.
Aan het einde van het tennisseizoen 2014 werd Bencic door de WTA uitgeroepen tot Newcomer of the year 2014.
Door haar finaleplaats op het Premier-toernooi van Sint-Petersburg kwam Bencic op 15 februari 2016 voor het eerst de top tien van de WTA-ranglijst binnen. Een week later bereikte zij haar voorlopig hoogste positie: de zevende plaats.
De tweede helft van 2016 en de eerste helft van 2017 werd Bencic ernstig gehinderd door blessures en een polsoperatie. In september 2017 was zij daarvan voldoende hersteld om weer aan het professionele tennis te gaan deelnemen – haar positie op de wereldranglijst was intussen gedaald naar de 318e plaats. Zij won meteen het eerste toernooi waaraan zij deelnam: het $100k-ITF-toernooi van Sint-Petersburg. In november zegevierde zij op twee $125k-WTA-toernooien: in Hua Hin en Taipei – in december won zij nogmaals een $100k-ITF-titel, in Dubai. Hiermee steeg zij op de WTA-ranglijst naar de 74e positie.
In januari 2018 won Bencic samen met Roger Federer de Hopman Cup – in de finale versloegen zij de Duitsers Angelique Kerber en Alexander Zverev. Op Wimbledon 2018 bereikte zij de vierde ronde, waarmee zij weer binnenkwam in de top 50.
In maart 2019 bereikte zij de halve finale op het WTA-toernooi van Indian Wells, waarmee zij weer aanhaakte aan de top 20. Later dat jaar bereikte zij de halve finale op het US Open, haar beste grandslamresultaat tot op heden(februari 2025) – hiermee betrad zij terug de top tien.
Na het Australian Open 2020, waar zij de derde ronde bereikte, steeg zij naar de vijfde positie op de wereldranglijst en twee weken later naar de vierde plek, haar hoogste tot op heden.(februari 2025)
In juli 2021 veroverde Bencic de gouden medaille in het enkelspel op de Olympische spelen van 2020 in Tokio. De dag erna (1 augustus) won zij, samen met Viktorija Golubic, de zilveren medaille in het dubbelspel.

### Tennis in teamverband
In de periode 2012–2024 maakte Bencic deel uit van het Zwitserse Fed Cup-team – zij behaalde daar een winst/verlies-balans van 25–8. In 2017 bereikten zij, door een 4–1-winst op de Franse dames in de eerste ronde, de halve finale van de Wereldgroep I – daar verloren zij van Wit-Rusland. In 2020 bereikten zij het eindtoernooi, door tijdens de kwalificatieronde met 3–1 te winnen van het Canadese team. In november 2021 werd dat eindtoernooi gespeeld – zij bereikten de finale, waarin zij verloren van de Russische dames. In 2022 mochten zij de beker mee naar huis nemen – in de finale versloegen zij Australië met 2–0.

## Persoonlijk
Bencic was een jaar met zwangerschapsverlof (oktober 2023 tot en met oktober 2024). Op 23 april 2024 beviel zij van een dochter. Na haar terugkeer nam zij in november namens Zwitserland deel aan de Billie Jean King Cup – de 4–0-overwinning op Servië nam Bencic voor de helft voor haar rekening. In december bereikte zij beide finales van het eerste WTA-toernooi waaraan zij deelnam, in Angers.

## Posities op deWTA-ranglijst
Positie per einde seizoen:
| jaar | rang enkelspel | rang dubbelspel |
| ---- | -------------- | --------------- |
| 2011 | 1059           | –               |
| 2012 | 212            | 466             |
| 2013 | 212            | 466             |
| 2014 | 33             | 208             |
| 2015 | 14             | 68              |
| 2016 | 43             | 215             |
| 2017 | 165            | 269             |
| 2018 | 37             | 242             |
| 2019 | 8              | 116             |
| 2020 | 12             | 104             |
| 2021 | 23             | 154             |
| 2022 | 12             | 133             |
| 2023 | 17             | 197             |
| 2024 | 913            | –               |

## Palmares
| Legenda                 |
| ----------------------- |
| Grandslamtoernooi       |
| Olympische Spelen       |
| Year-End Championships  |
| Premier Mandatory       |
| Premier Five / WTA 1000 |
| Premier / WTA 500       |
| International / WTA 250 |
| Challenger / WTA 125    |

### Overwinningen op een regerend nummer 1
Bencic heeft tot op heden driemaal een partij tegen een op dat ogenblik heersend leider van de wereldranglijst gewonnen (peildatum 2 september 2019):
| nr. | datum      | toernooi         | ronde        | tegenstandster | score         |         |
| --- | ---------- | ---------------- | ------------ | -------------- | ------------- | ------- |
| 1.  | 2019-03-12 | WTA Indian Wells | vierde ronde | Naomi Osaka    | 6-3, 6-1      | details |
| 2.  | 2019-05-09 | WTA Madrid       | kwartfinale  | Naomi Osaka    | 3-6, 6-2, 7-5 | details |
| 3.  | 2019-09-02 | US Open          | vierde ronde | Naomi Osaka    | 7-5, 6-4      | details |

### WTA-finaleplaatsen enkelspel
| nr.              | finale     | toernooi            | ondergrond    | tegenstandster              | score               |         |
| ---------------- | ---------- | ------------------- | ------------- | --------------------------- | ------------------- | ------- |
| gewonnen finales |            |                     |               |                             |                     |         |
| 01.              | 2015-06-27 | WTA Eastbourne      | gras          | Agnieszka Radwańska         | 6-4, 4-6, 6-0       | details |
| 02.              | 2015-08-16 | WTA Toronto         | hardcourt     | Simona Halep                | 7-6, 6-7, 3-0, opg. | details |
| 03.              | 2017-11-12 | WTA Hua Hin         | hardcourt     | Hsieh Su-wei                | 6-3, 6-4            | details |
| 04.              | 2017-11-19 | WTA Taipei          | tapijt (i)    | Arantxa Rus                 | 7-6, 6-1            | details |
| 05.              | 2019-02-23 | WTA Dubai           | hardcourt     | Petra Kvitová               | 6-3, 1-6, 6-2       | details |
| 06.              | 2019-10-20 | WTA Moskou          | hardcourt (i) | Anastasija Pavljoetsjenkova | 3-6, 6-1, 6-1       | details |
| 07.              | 2021-07-31 | O.S. Tokio          | hardcourt     | Markéta Vondroušová         | 7-5, 2-6, 6-3       | details |
| 08.              | 2022-04-10 | WTA Charleston      | gravel        | Ons Jabeur                  | 6-1, 5-7, 6-4       | details |
| 09.              | 2023-01-14 | WTA Adelaide        | hardcourt     | Darja Kasatkina             | 6-2, 6-0            | details |
| 10.              | 2023-02-12 | WTA Abu Dhabi       | hardcourt     | Ljoedmila Samsonova         | 1-6, 7-6, 6-4       | details |
| 11.              | 2025-02-08 | WTA Abu Dhabi       | hardcourt     | Ashlyn Krueger              | 4-6, 6-1, 6-1       | details |
| verloren finales |            |                     |               |                             |                     |         |
| 01.              | 2014-10-12 | WTA Tianjin         | hardcourt     | Alison Riske                | 3-6, 4-6            | details |
| 02.              | 2015-06-14 | WTA Rosmalen        | gras          | Camila Giorgi               | 5-7, 3-6            | details |
| 03.              | 2015-09-27 | WTA Tokio           | hardcourt     | Agnieszka Radwańska         | 2-6, 2-6            | details |
| 04.              | 2016-02-14 | WTA Sint-Petersburg | hardcourt (i) | Roberta Vinci               | 4-6, 3-6            | details |
| 05.              | 2018-10-20 | WTA Luxemburg       | hardcourt (i) | Julia Görges                | 4-6, 5-7            | details |
| 06.              | 2019-06-23 | WTA Mallorca        | gras          | Sofia Kenin                 | 7-6, 6-7, 4-6       | details |
| 07.              | 2021-02-27 | WTA Adelaide        | hardcourt     | Iga Świątek                 | 2-6, 2-6            | details |
| 08.              | 2021-06-20 | WTA Berlijn         | gras          | Ljoedmila Samsonova         | 6-1, 1-6, 3-6       | details |
| 09.              | 2022-06-19 | WTA Berlijn         | gras          | Ons Jabeur                  | 3-6, 1-2, opg.      | details |
| 10.              | 2023-04-09 | WTA Charleston      | gravel        | Ons Jabeur                  | 6-7, 4-6            | details |
| 11.              | 2024-12-08 | WTA Angers          | hardcourt (i) | Alycia Parks                | 6-7, 6-3, 0-6       | details |

### WTA-finaleplaatsen vrouwendubbelspel
| nr.              | finale     | toernooi       | ondergrond    | partner             | tegenstandsters                       | score    |         |
| ---------------- | ---------- | -------------- | ------------- | ------------------- | ------------------------------------- | -------- | ------- |
| gewonnen finales |            |                |               |                     |                                       |          |         |
| 1.               | 2015-05-02 | WTA Praag      | gravel        | Kateřina Siniaková  | Kateryna Bondarenko Eva Hrdinová      | 6-2, 6-2 | details |
| 2.               | 2015-08-08 | WTA Washington | hardcourt     | Kristina Mladenovic | Lara Arruabarrena Andreja Klepač      | 7-5, 7-6 | details |
| verloren finales |            |                |               |                     |                                       |          |         |
| 1.               | 2021-08-01 | O.S. Tokio     | hardcourt     | Viktorija Golubic   | Barbora Krejčíková Kateřina Siniaková | 5-7, 1-6 | details |
| 2.               | 2024-12-08 | WTA Angers     | hardcourt (i) | Céline Naef         | Monica Niculescu Elena Gabriela Ruse  | 3-6, 4-6 | details |

### Finaleplaatsen gemengd dubbelspel
| nr.              | finale     | toernooi   | ondergrond    | partner       | tegenstanders                     | score |         |
| ---------------- | ---------- | ---------- | ------------- | ------------- | --------------------------------- | ----- | ------- |
| gewonnen finales |            |            |               |               |                                   |       |         |
| 1.               | 2018-01-06 | Hopman Cup | hardcourt (i) | Roger Federer | Angelique Kerber Alexander Zverev | 2–1   | details |
| 2.               | 2019-01-05 | Hopman Cup | hardcourt (i) | Roger Federer | Angelique Kerber Alexander Zverev | 2–1   | details |
| verloren finales |            |            |               |               |                                   |       |         |
| geen             |            |            |               |               |                                   |       |         |

## Resultaten grote toernooien
| Legenda | Legenda                          |
| ------- | -------------------------------- |
| g.t.    | geen toernooi gehouden           |
| l.c.    | lagere categorie                 |
| –       | niet deelgenomen                 |
| G       | uitgeschakeld in de groepsfase   |
| 1R      | uitgeschakeld in de eerste ronde |
| 2R      | uitgeschakeld in de tweede ronde |
| 3R      | uitgeschakeld in de derde ronde  |
| 4R      | uitgeschakeld in de vierde ronde |
| KF      | uitgeschakeld in de kwartfinale  |
| HF      | uitgeschakeld in de halve finale |
| F       | de finale verloren               |
| W       | het toernooi gewonnen            |
| w-v     | winst/verlies-balans             |

### Enkelspel
| toernooi            | 2014 | 2015 | 2016 | 2017 | 2018 | 2019 | 2020 | 2021 | 2022 | 2023 | 2024 | 2025 |      |
| ------------------- | ---- | ---- | ---- | ---- | ---- | ---- | ---- | ---- | ---- | ---- | ---- | ---- | ---- |
| grandslamtoernooien |      |      |      |      |      |      |      |      |      |      |      |      |      |
| Australian Open     | 2R   | 1R   | 4R   | 1R   | 2R   | 3R   | 3R   | 3R   | 2R   | 4R   | –    | 4R   |      |
| Roland Garros       | 1R   | 2R   | –    | –    | 2R   | 3R   | –    | 2R   | 3R   | 1R   | –    | –    |      |
| Wimbledon           | 3R   | 4R   | 2R   | –    | 4R   | 3R   | g.t. | 1R   | 1R   | 4R   | –    | HF   |      |
| US Open             | KF   | 3R   | 3R   | –    | 1R   | HF   | –    | KF   | 3R   | 4R   | –    |      |      |
| WTA 1000            |      |      |      |      |      |      |      |      |      |      |      |      |      |
| Indian Wells        | 1R   | 4R   | 3R   | 2R   | 2R   | HF   | g.t. | –    | 2R   | 2R   | –    | KF   |      |
| Miami               | –    | 4R   | 2R   | 1R   | –    | 2R   | g.t. | 3R   | HF   | 3R   | –    | 2R   |      |
| Madrid              | 1R   | 1R   | –    | –    | –    | HF   | g.t. | KF   | 3R   | –    | –    | 4R   |      |
| Peking              | 1R   | 2R   | 2R   | –    | 1R   | 3R   | g.t. | g.t. | g.t. | –    | –    |      |      |
| Dubai/Doha          | –    | 2R   | 2R   | –    | –    | W    | KF   | 3R   | 1R   | 3R   | –    | 2R   |      |
| Rome                | 2R   | 1R   | –    | –    | –    | 2R   | 2R   | 1R   | 2R   | –    | –    | 1R   |      |
| Montreal/Toronto    | –    | W    | –    | –    | –    | 3R   | g.t. | –    | KF   | KF   | –    |      |      |
| Cincinnati          | 1R   | 3R   | 2R   | –    | –    | 1R   | –    | KF   | 1R   | 1R   | –    |      |      |
| Tokio/Wuhan         | –    | 2R   | 1R   | –    | 1R   | 2R   | g.t. | g.t. | g.t. | g.t. | –    |      |      |
| olympisch           |      |      |      |      |      |      |      |      |      |      |      |      |      |
| Olympische Spelen   | g.t. | g.t. | –    | g.t. | g.t. | g.t. | g.t. | W    | g.t. | g.t. | –    | g.t. | g.t. |
| statistieken        |      |      |      |      |      |      |      |      |      |      |      |      |      |
| titels per jaar     | 0    | 2    | 0    | 2    | 0    | 2    | 0    | 1    | 1    | 2    | 0    | 1    |      |
| eindejaarsranking   | 33   | 13   | 42   | 74   | 37   | 8    | 12   | 23   | 12   | 17   | 481  |      |      |

### Vrouwendubbelspel
| toernooi        | 2014 | 2015 | 2016 | 2017 | 2018 | 2019 |    | 2021 | 2022 | 2023 |
| --------------- | ---- | ---- | ---- | ---- | ---- | ---- | -- | ---- | ---- | ---- |
| Australian Open | –    | 1R   | 2R   | 1R   | –    | 1R   | 1R | –    | 2R   |      |
| Roland Garros   | –    | 3R   | –    | –    | 1R   | 2R   | –  | 1R   | –    |      |
| Wimbledon       | 2R   | 2R   | –    | –    | 1R   | 1R   | 1R | 2R   | –    |      |
| US Open         | 1R   | 1R   | 1R   | –    | 1R   | –    | –  | –    | –    |      |

### Gemengd dubbelspel
| toernooi        | 2014 | 2015 |    | 2021 |
| --------------- | ---- | ---- | -- | ---- |
| Australian Open | –    | –    | –  |      |
| Roland Garros   | –    | –    | –  |      |
| Wimbledon       | 3R   | 2R   | –  |      |
| US Open         | –    | 1R   | 2R |      |